# Len Vale-Onslow
Leonard Leslie Hubert Vale-Onslow, CBE (ur. 2 maja 1900 w Birmingham, zm. 23 kwietnia 2004 w Worcester, Worcestershire) – angielski motocyklista, pionier przemysłu motocyklowego w Wielkiej Brytanii.
Od dzieciństwa zafascynowany motocyklami, po raz pierwszy samodzielnie spróbował jazdy jako 8-latek. W 1926 założył zakład produkcji, sklep i warsztat motocyklowy Vale Onslow w Birmingham (Sparbrook). Osobiście zajmował się nim jeszcze w 2002, w tym samym roku po raz ostatni jechał na motocyklu. W młodości chętnie brał udział w zawodach, zdobywając liczne trofea sportowe.
Za wieloletnią działalność w przemyśle motocyklowym został uhonorowany Orderem Imperium Brytyjskiego w 1995. Zmarł krótko przed ukończeniem 104 lat, jego pogrzeb w Birmingham stał się wielką manifestacją motocyklistów angielskich.